# Bobby Charles
Bobby Charles, artiestennaam van Robert Charles Guidry (Abbeville (Louisiana), 21 februari 1938 - aldaar, 14 januari 2010) was een Amerikaanse singer-songwriter, bekend van zijn composities See You Later, Alligator, een rock-'n-roll hit voor Bill Haley & His Comets, en Walking to New Orleans en It Keeps Rainin', die hij schreef voor Fats Domino.

## Jeugd
Robert Charles Guidry werd op 21 februari 1938 geboren in Abbeville, een stadje in het zuidwesten van Louisiana, ongeveer 60 km ten zuiden van Lafayette. Charles was een Cajun, die opgroeide met cajun- en country & westernmuziek. Hij had geen muzikale opleiding, maar wel een goede, rokerige stem; hij zong in schoolbandjes. Charles bezocht vanaf zijn dertiende al clubs in New Orleans en mocht incidenteel meezingen bij de band van Paul Gayten. Op 15-jarige leeftijd maakte hij een concert mee van Fats Domino, dat naar zijn eigen zeggen beslissend was voor zijn muzikale leven.

## Carrière
Charles begon zijn carrière als zanger in de lokale groep The Clippers, waarmee hij het zelfgeschreven Later Alligator zong, met zijn broer Larry op gitaar. Een lokale platenzaakeigenaar, een talentscout, seinde Leonard Chess in, de oprichter van het vooral op Rhythm-and-blues gerichte platenlabel Chess Records. Via de telefoon deed Charles auditie en hij overtuigde Chess, zodat hij in de studio van Cosimo Matassa zijn Later Alligator mocht opnemen. Leonard Chess liet zijn achternaam Guidry weg. Het nummer, met als B-kant On Bended Knee, werd aanvankelijk geen grote hit, want toen in Billboard een foto van Charles als blanke verscheen stortte de verkoop in bij het R&B-publiek. Toen Bill Haley het nummer coverde en in 1956 uitbracht als See You Later, Alligator, bereikte hij de zevende positie in de single-charts.
In de periode tot 1958 bracht Charles nog een zestal singles bij Chess uit. Hij tourde als enige blanke met de Chess-stal, maar de bedreigingen die hij meemaakte verzuurden zijn plezier in optreden. Chess bracht op het sublabel Argo in begin jaren 1960 meerdere composities van Charles uit met Clarence 'Frogman' Henry. Een ervan, (I Don't Know Why) But I Do, dat hij had geschreven met Paul Gayton, werd in 1961 een succes en bereikte de vierde positie in de R&B-hitlijsten. Het werd in 1994 gebruikt in de film Forrest Gump.
Charles stapte in 1958 over naar Imperial Records, waar hij met de band van Dave Bartholomew een aantal singles opnam. Het meeste succes had hij echter als songwriter. Walking to New Orleans werd een hit voor Fats Domino. Het nummer ontstond toen Domino hem thuis uitnodigde en Charles zei dat hij geen auto had. De single bereikte een zesde plaats in de popcharts en een tweede plaats in de r&b-hitparade.
In 1970 ging Charles samenwerken met Rick Danko van The Band, wat resulteerde in zijn eerste volwaardige album. In datzelfde jaar schreef hij The Jealous Kind, dat in 1976 gecoverd werd door Joe Cocker en later door Ray Charles en Etta James.
Een van zijn laatste optredens was in 1976 op het afscheidsconcert van The Band, waar hij samen met Dr. John een enigszins aangepaste versie zong van Down South in New Orleans. Op de filmregistratie door Martin Scorsese van The Last Waltz is hij echter nauwelijks te zien.
Charles richtte zijn eigen platenlabel Rice 'N' Gravy Records op. Hierop kwam in 2003 zijn dubbel-cd Last Train To Memphis uit. Als begeleiders had hij louter beroemdheden: op gitaar Neil Young, Willie Nelson en Sonny Landreth, op orgel Spooner Oldham en op piano Clarence 'Frogman' Henry.
Vlak voor zijn dood nam hij het album Timeless op, geproduceerd door hemzelf in samenwerking met Dr. John.

## Privé
Charles was een eigenzinnig man, die de voorkeur gaf aan het landelijke Abbeville, waar hij een alligator als huisdier had. Tijdelijk woonde hij in Holly Beach aan de Cajun Rivièra, tot zijn woning door de orkaan Rita verwoest werd.
Charles stortte in zijn huis in Abbeville in en stierf op 14 januari 2010 op 71-jarige leeftijd.

## Albums
- Bobby Charles, 1972 (Bearsville Records)
- Clean Water, 1987 (Rice 'n' Gravy Records/Zensor Records)
- Wish You Were Here Right Now, 1994 (Rice 'n' Gravy Records)
- Secrets of the Heart, 1998 (Rice 'n' Gravy Records/Stony Plain Records)
- Last Train to Memphis, 2004 (Rice 'n' Gravy Records/Proper Records UK)
- Homemade Songs, 2008 (Rice 'n' Gravy Records)
- Timeless, 2010 (Rice 'n' Gravy Records)
- Better Days: Rare Tracks On Bearsville, 2011 (Bearsville Records) – Recorded 1974[5]